# 平成8年台風第9号
平成8年台風第9号（へいせい8ねんたいふうだい9ごう、国際名：ハーブ/Herb、フィリピン名：Huaning 「ホウアニン」）は、1996年（平成8年）7月から8月にかけて、超大型で非常に強い勢力を維持したまま先島諸島に接近し、その後台湾と中国に大きな被害を出した台風である。この台風は、7月の台風の中で最も強風域が大きい（強風域半径1000km）。また陸上（気象官署）において7月史上第1位となる中心気圧927.1hPaを記録した（本土において7月史上第1位となる中心気圧（945hPa）を記録した台風は、平成19年台風第4号である）。

## 概要

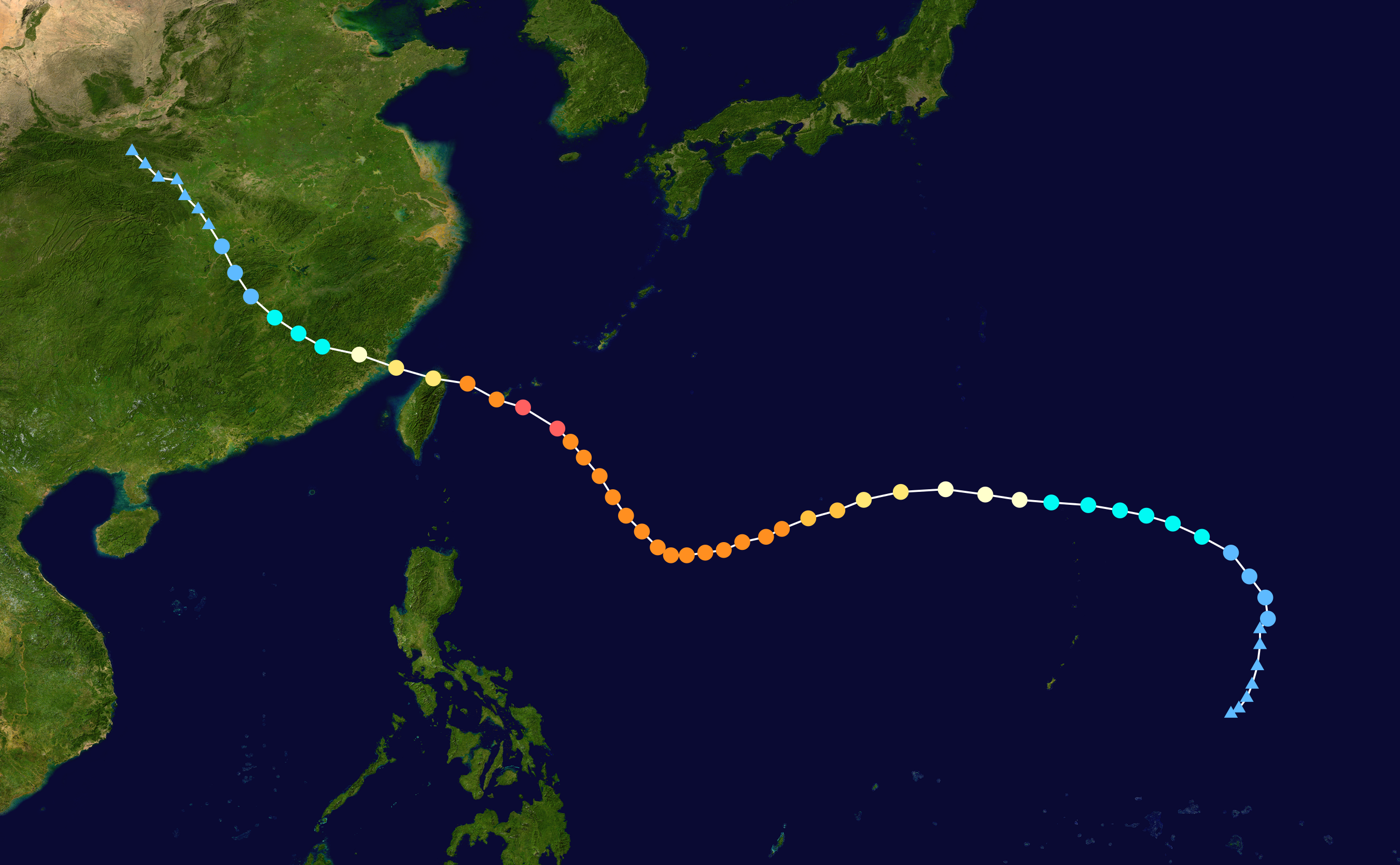
進路図

1996年7月24日午前9時頃、サイパン島の北東海上で台風9号が発生し、国際名「ハーブ」と命名された。発生地点の緯度は19.0°で、比較的高緯度だった。なおこの台風はフィリピンでは「Huaning」と呼ばれる。台風は29日、フィリピンの東海上で超大型で非常に強い勢力に発達。なお、27日午後3時頃からの72時間、勢力は依然、中心気圧940hPa・最大風速45m/sのままであった（この間、強風域は拡大し続けていた）。しかしその後、先島諸島に近い海域でさらに発達し、31日午前3時頃、合同台風警報センター（JTWC）による解析で、カテゴリー5に達した。台風は31日午後5時頃に、最盛期勢力で沖縄県西表島付近を通過し、8月1日に台湾に上陸後、中国大陸に上陸。台湾上陸時は、JTWCによる解析でカテゴリー4のスーパータイフーンであった。そして2日、揚子江下流域にて熱帯低気圧に変わった。
この台風は台湾と中国で大きな被害を出したにもかかわらず、この台風の国際名「ハーブ」は引退扱いとならなかった。なお、1999年に台風23号が発生していた場合は、この台風と同じ国際名「ハーブ」が割り当てられる予定だった。しかし、1999年の台風発生数は22個で、23号は発生しなかった。翌年2000年には、台風の国際名は英名からアジア名に変更となり、国際名「ハーブ」が台風の国際名として使用される機会はなくなった。他の海域でも「ハーブ」が使用された実績がないため、この国際名は世界の熱帯低気圧の中で唯一のものである。

## 記録
- 7月31日 西表島で最低海面気圧927.1hPaを記録した。これは、7月史上第1位、全体でも史上20位以内の記録である。これは、平成18年台風第13号が2006年9月16日に923.8hPaを記録するまでは、西表島における史上第1位の記録であった。
- 7月31日 与那国島で最低海面気圧930.6hPaを記録した。これは、平成19年台風第15号が2007年10月6日に929.2hPaを記録するまでは、与那国島における史上第1位の記録であった。
- 7月31日 与那国島で最大風速37.5m/s（北北西）を記録した。那覇、石垣島、西表島でも、最大風速30m/s以上を記録した。
- 7月31日 与那国島で最大瞬間風速67.8m/s（南南西）を記録した。これは、史上20位以内の記録である。
- 石垣島で総降水量193mmを記録した。
- 強風域の半径1000kmは、1951年の統計開始以降、8番目の大きさであり、7月の台風の中では歴代1位の大きさである。

| 順位 | 名称               | 国際名  | 年     | 強風域最大直径 (km) |
| ---- | ------------------ | ------- | ------ | ------------------- |
| 1    | 平成9年台風第13号  | Winnie  | 1997年 | 2360                |
| 2    | 昭和62年台風第13号 | Freda   | 1987年 | 2220                |
| 2    | 平成2年台風第12号  | Yancy   | 1990年 | 2220                |
| 2    | 平成9年台風第25号  | Keith   | 1997年 | 2220                |
| 5    | 令和3年台風第18号  | Kompasu | 2021年 | 2200                |
| 6    | 平成7年台風第12号  | Oscar   | 1995年 | 2130                |
| 7    | 昭和61年台風第10号 | Sarah   | 1986年 | 2040                |
| 7    | 平成2年台風第23号  | Kyle    | 1990年 | 2040                |
| 7    | 平成8年台風第9号   | Herb    | 1996年 | 2040                |
| 10   | 昭和56年台風第24号 | Gay     | 1981年 | 1940                |
| 10   | 平成13年台風第4号  | Utor    | 2001年 | 1940                |

## 被害
- 先島諸島において、農業・水産業被害を出した。
- 台湾と中国では、この台風で大雨となり、洪水が発生した。
- 台湾では、少なくとも51名が死亡し、22名が行方不明となった。
- 中国では、少なくとも233名が死亡し、284名が行方不明となった。